# Adolf Abel
Adolf Wilhelm Abel (18. oktober 1914 – 26. august 1944) var en højt dekoreret premierløjtnant (Oberleutnant) i Wehrmacht under 2. verdenskrig. Han modtog blandt andet Jernkorsets Ridderkors for sin indsats. Abel blev dræbt den 26. august 1944 nær Gura Galbena i Moldova.

## Udmærkelser
- Jernkorset (1939)
  - 2. klasse
  - 1. klasse
- Såretmærket (1939)
  - i sort
  - i sølv
- Infanterie-Sturmabzeichen
- Østfrontmedaljen
- Det Tyske Kors i guld
  - Den 13. december 1942 som Hauptmann i III./Grenadier-Regiment 371[1]
- Jernkorsets Ridderkors
  - Den 30. november 1943 som major og kommandør af I. /Grenadier-Regiment 364[2]

## Fodnoter
1. ↑  Patzwall and Scherzer 2001, s. 10.
2. ↑  Fellgiebel 2000, s. 97.